# Clocane
Clocane war ein rumänisches Volumenmaß und ein recht kleines Maß für Flüssigkeiten und gelegentlich auch als Getreidemaß.
- 1 Clocane = 12,5 Dramuri = 0,04 Liter

Die Maßkette für das Maß Eimer war:
- 1 Vadrá/Wadra = 10 Ocale = 40 Littre = 80 Cinzeci = 320 Clocane = 4000 Dramuri = 15,2 Liter (Durchschnittswert)
- Moldau 1 Vadrá/Wadra = 12,88 Liter
- Walachei 1 Vadrá = 10,95 Liter